# 阿纳卡普里
阿纳卡普里（義大利語：Anacapri），是意大利那不勒斯省的一个市镇。阿纳卡普里是位于卡普里岛上的两个市镇之一（另一个是卡普里）。总面积6.39平方公里，2009年人口6,742人，人口密度1,055.1人/平方公里。ISTAT代码为063004。
镇上有几座教堂，包括圣弥额尔总领天使堂（Chiesa di San Michele Arcangelo）、上智堂（Chiesa di Santa Sofia）等。
阿纳卡普里是意大利重要的旅游城镇之一，被《米其林旅游指南》评为“三星级旅游推荐”（最高级别）。